# Steak frites
Steak frites, có nghĩa là "bò bít tết [và] khoai tây chiên" trong tiếng Pháp, là một món ăn bao gồm một lát thịt bò bít tết ăn kèm với khoai tây chiên. Nó thường được phục vụ tại cá brasserie ở châu Âu, và 
được một số người coi là món ăn quốc gia của Bỉ, nơi tuyên bố là nơi phát minh ra nó.

## Chuẩn bị
Trong lịch sử, phần đùi thăn thường được sử dụng cho món ăn này. Điển hình hơn ở thời điểm hiện tại, bít tết là một entrecôte, hay còn được gọi là thăn lưng, hoặc scotch fillet ở Úc, rán đến độ tái ("saignant"—nghĩa đen là "đẫm máu"), trong nước sốt giảm chảo, đôi khi với hollandaise hoặc béarnaise, ăn kèm với khoai tây chiên.

## Từ nguyên
Francophilia dẫn đến sự khái quát hóa của nó đối với thế giới nói tiếng Bồ Đào Nha, nơi nó được gọi là bife e [batatas] fritas hoặc bife com batata frita, đặc biệt là ở Brasil, trong đó nước xốt thường chỉ là những khoanh hành tây được nấu chín và chiên trong nước và dầu chiên của bò bít tết, là món ăn phổ biến nhất bỏ qua cơm và đậu.
Steak frites cũng phổ biến ở các quốc gia khác, chẳng hạn như các nước nói tiếng Anh và các nước nói tiếng Tây Ban Nha ở châu Mỹ Latinh.

## Ký hiệu học
Steak frites là chủ đề của một bài phân tích ký hiệu học của nhà lý luận văn hóa Pháp, Roland Barthes trong tác phẩm năm 1957 của ông, Mythologies.

## Hình ảnh về món ăn

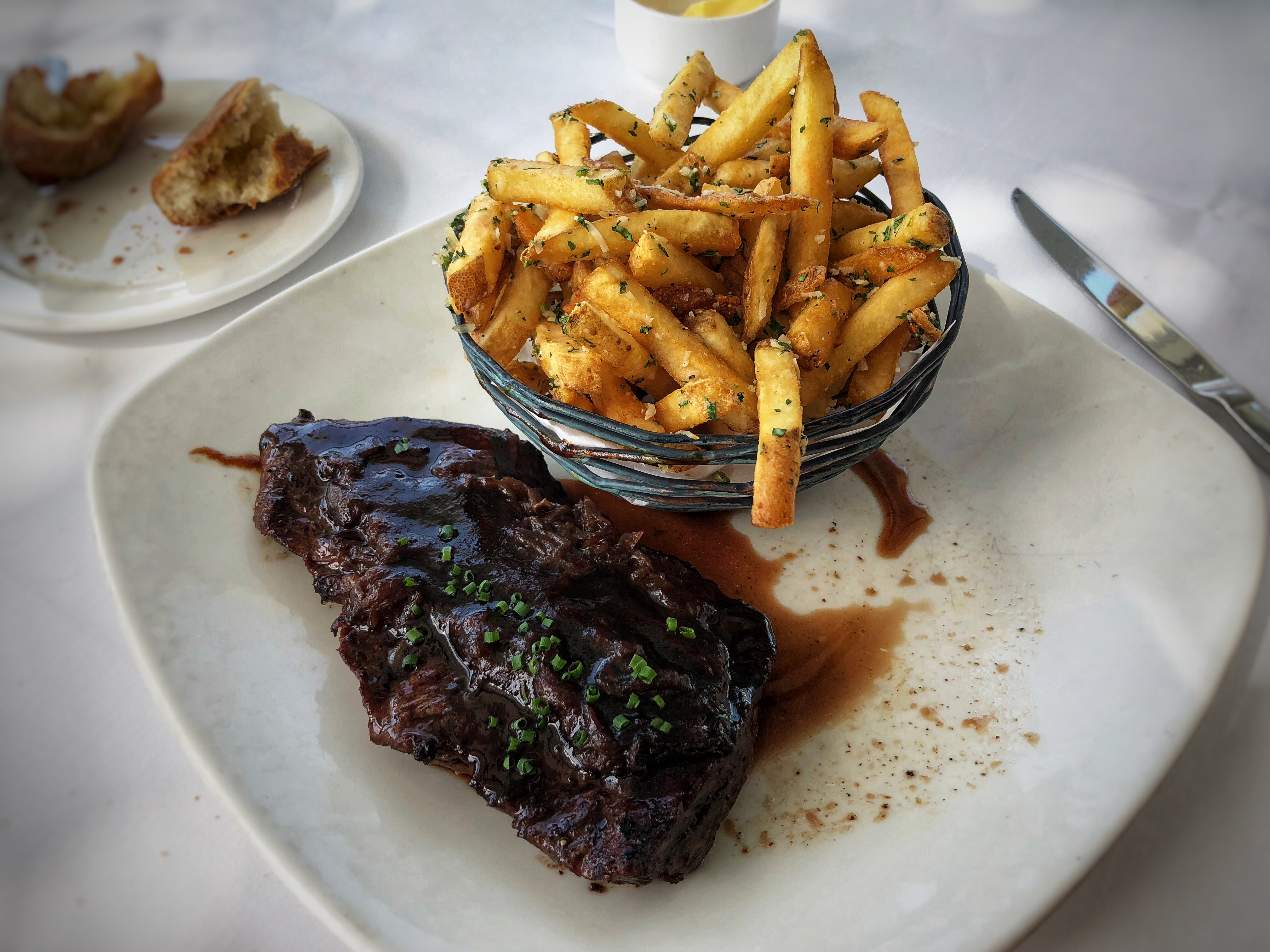
Steak frites được chế biến bằng thịt bò sườn tại một nhà hàng ở San Francisco
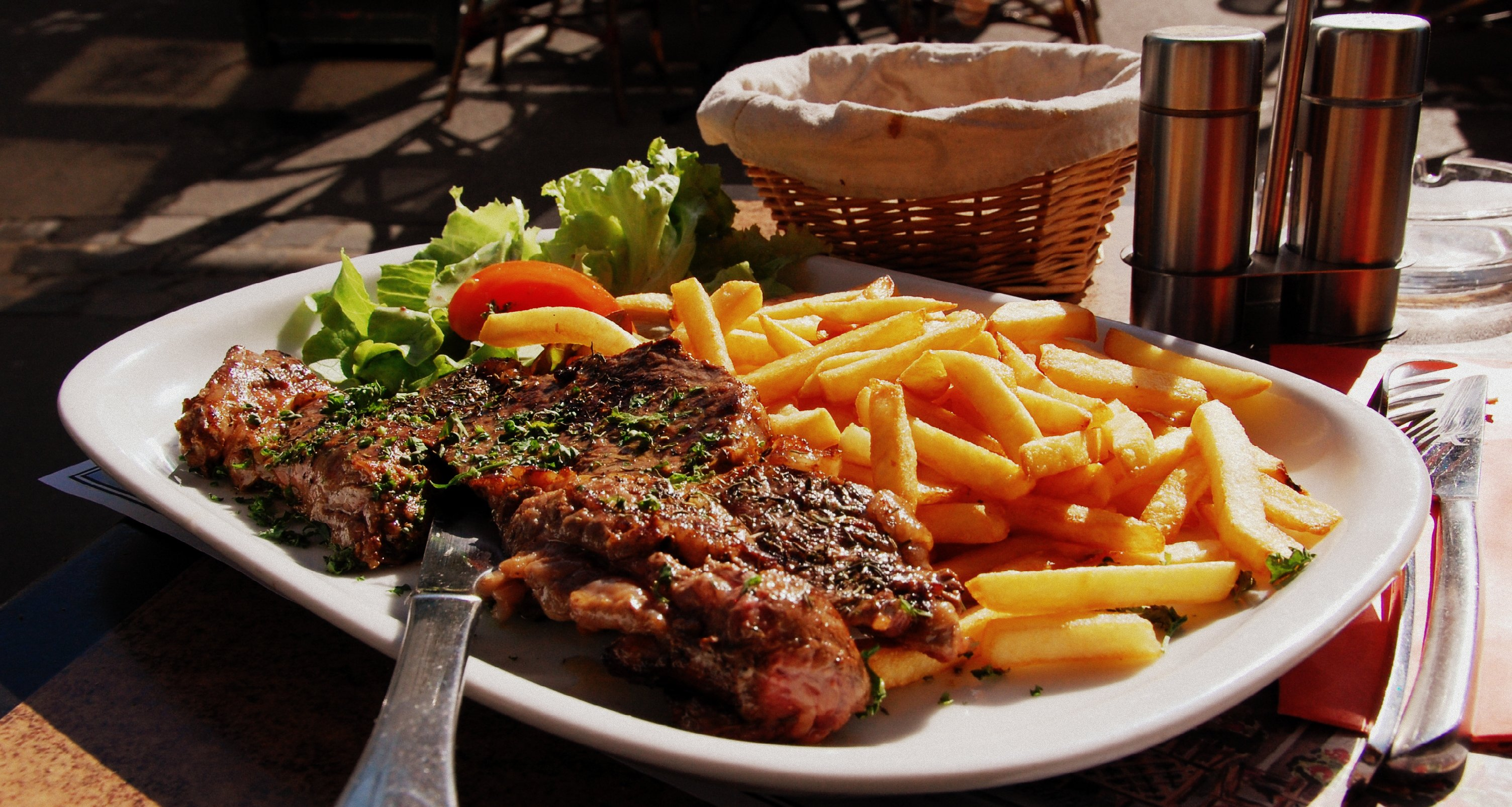
Steak frites ở Fontainebleau, Pháp